# ماثيو بوستوك
ماثيو بوستوك (بالإنجليزية: Matthew Bostock)‏ هو دراج بريطاني، ولد في 16 يوليو 1997 في جزيرة مان.

## وصلات خارجية
- ماثيو بوستوك على موقع الاتحاد الدولي للدراجات (الإنجليزية)
- ماثيو بوستوك على موقع أرشيف الدراجات (الإنجليزية)
- ماثيو بوستوك على موقع إحصائيات الدراجات الإحترافية (الإنجليزية)
- ماثيو بوستوك على موقع نسبة الدراجات (الإنجليزية)
- ماثيو بوستوك على موقع CycleBase (الإنجليزية)